# 萨隆 (多尔多涅省)
萨隆（法語：Salon，法語發音：[salɔ̃] ⓘ）是法国多尔多涅省的一个市镇，属于佩里格区。

## 地理
萨隆（45°1'11"N, 0°46'21"E）面积16.97 平方千米，位于法国新阿基坦大区多爾多涅省，该省份为法国西南部内陆省份，是法國本土面积第三大的省，大致对应佩里戈尔地区，北起顺时针与夏朗德省、上维埃纳省、科雷兹省、洛特省、洛特-加龙省、吉倫特省和滨海夏朗德省接壤。
与萨隆接壤的市镇（或旧市镇、城区）包括：萨尼亚克、拉克罗普特、卢伊尔河-科多河谷村、韦里讷德韦尔、圣米歇尔德维亚代、韦尔、马尔萨内。

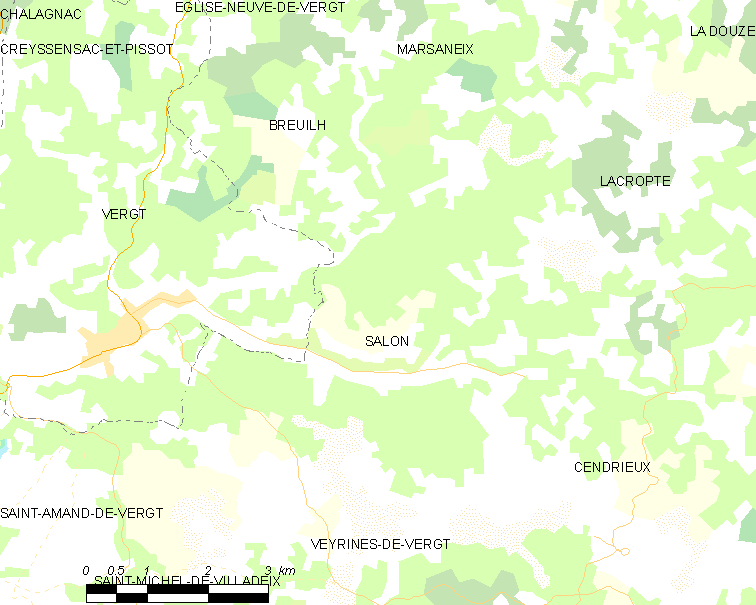
的OSM定位图

萨隆的时区为UTC+01:00、UTC+02:00（夏令时）。

## 行政
萨隆的邮政编码为24380，INSEE市镇编码为24518。

## 政治
萨隆所属的省级选区为中佩里戈尔县。

## 人口

1962-2008年间人口变化图示

萨隆于2022年1月1日时的人口数量为275人。